# Institut d'enseignement supérieur social de l'information et de la documentation
 (janvier 2013).
Si vous disposez d'ouvrages ou d'articles de référence ou si vous connaissez des sites web de qualité traitant du thème abordé ici, merci de compléter l'article en donnant les références utiles à sa vérifiabilité et en les liant à la section « Notes et références ».
L'Institut d'enseignement supérieur social de l'information et de la documentation (IESSID) est un établissement d'enseignement supérieur de type court situé rue de l'Abbaye à Ixelles (Bruxelles). C'est un département de la Haute École Bruxelles-Brabant. 
L'IESSID forme des bibliothécaires-documentalistes et des assistants sociaux.

## Historique
Fondée en 1920, elle ne formait que des assistants sociaux à l'époque. En 1961, elle fut complétée par une formation post-graduat (ou post-bac) de spécialisation en travail psychosocial. Cette année unique, à horaire décalé, a pour but de former les travailleurs sociaux (ainsi que ceux provenant des secteurs pédagogiques et paramédicaux) au domaine de la psychiatrie.[réf. nécessaire]
Trois années plus tard, l'école accueille les bibliothécaires-documentalistes, en horaire de jour cette fois-ci.
L'école poursuit alors son cheminement, changeant de nom à plusieurs reprises. C'est ainsi que dans un souci de rassemblement des écoles, elle sera rattachée à la Haute École Paul-Henri Spaak en 1996, puis à la Haute École Bruxelles-Brabant (HE2B), après la fusion de deux hautes écoles en septembre 2016. Un partenariat a également été mis sur pied avec l'université libre de Bruxelles. 
Il est à noter que depuis septembre 2008, une nouvelle formation a fait son apparition. Il s'agit du master en ingénierie et action sociales. En horaire décalé et étalé sur deux ans, il a pour but de former les travailleurs sociaux aux postes de coordinateurs ou encore de gestionnaires d'équipe.

## Formations

### Bibliothécaire-Documentaliste
Cette formation de type Baccalauréat professionnalisante est répartie sur 3 années. Consciente des mutations actuelles, notamment avec les bibliothèques numériques, elle intègre au maximum NTIC autrement dit les nouvelles technologies de l'information et de la communication afin de former des professionnels attentifs aux enjeux numériques et aux diverses technologies de bibliothéconomie et de documentation. Dans ce but, l’intégration professionnelle et la formation pratique constitue un axe valorisé dans la découverte de la profession de bibliothécaire-documentaliste. Un encadrement professionnel qui aide les étudiants à consolider leurs acquis théoriques.
La brochure d'information téléchargeable.

### Assistant(e) Social(e)
À l'issue de cette formation de type Baccalauréat, les étudiants reçoivent un titre protégé par la loi du 12 juin 1945 qui est celui de bachelier assistant(e) social(e).
La brochure d'information téléchargeable.

### Ingénierie et actions sociales (Master)
La formation du master en ingénierie et action sociales se déroule sur un cycle de 2 ans.
La brochure d'information téléchargeable.

### Travail psychosocial en santé mentale (spécialisation)
La catégorie sociale de la Haute École Paul-Henri Spaak organise une année de spécialisation en travail psychosocial en santé mentale accessible aux gradués (bacheliers) des catégories sociales, paramédicales et pédagogiques, aux Licenciés (masters) dans les mêmes domaines que les catégories citées ci-avant et aux licenciés (masters) en criminologie.
La brochure d'information téléchargeable.

### Sciences et techniques du jeu (spécialisation)
Cette spécialisation sur une durée de 1 an en horaire décalé s'axe autour de la réalisation, la mise en œuvre et l'encadrement d'une formation ludique dans le cadre de ces activités éducatives ou typiquement au sein d'une ludothèque.  Cette nouvelle section sera accessible dès la rentrée en septembre 2013.

La brochure d'information téléchargeable.